# Spectrum HoloByte
Spectrum HoloByte, Inc. war ein US-amerikanischer Computerspiel-Entwickler und Publisher mit Hauptsitz in Alameda, Kalifornien. Das Unternehmen gehörte zu den innovativsten Entwicklern der 1980er und 1990er Jahre und veröffentlichte in dieser Zeit viele Spiele, die heute als Klassiker angesehen werden.
Neben vielen Simulationen wie Falcon und Orbiter und dem Spiele-Hit Tetris erwarb Spectrum auch viele Lizenzen für Spieleumsetzungen von Kinohits wie Star Trek Generations, Top Gun und Starship Troopers.
Die Ende 1987 veröffentlichte Macintosh-Version von Falcon wurde zur Killer-Spieleapplikation für den Mac. Ingenieure bei Apple kontaktierten sogar Spectrum und machten Änderungen an ihrem Betriebssystem, damit Falcon auf der gesamten Apple-Reihe gespielt werden konnte. Das Ende 1991 für den PC veröffentlichte Falcon 3 war das erste Spiel, das Multiplayer-Spiele über LAN unterstützte.

## Firmengeschichte

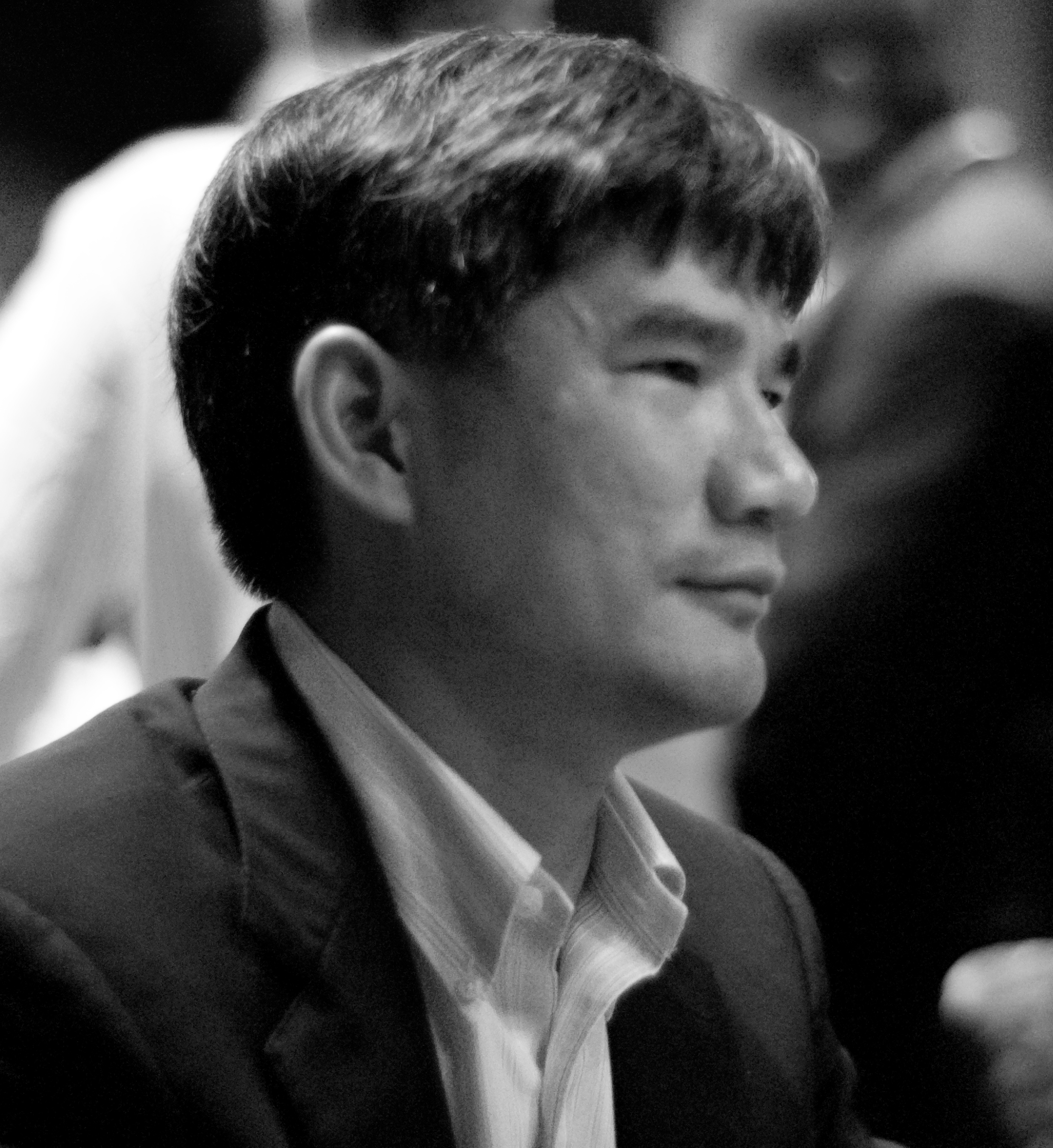
Gründer Gilman Louie, 2007

Spectrum wurde im Jahr 1983 von Gilman Louie gegründet. Das erste veröffentlichte Spiel war die U-Boot-Simulation GATO im selben Jahr.
Ende der 1980er Jahre erwarb Spectrum von Robert Stein, CEO des britischen Softwareunternehmens Andromeda, die US-Vertriebsrechte am weltberühmten Spiel Tetris. Spectrums Version des Spiels wurde ein großer Verkaufsschlager, doch bald darauf kam heraus, dass Stein nie die Rechte an Tetris besessen hatte. Im Folgenden kam es zu einem kleinen internationalen Eklat zwischen Stein, den verschiedenen westlichen Softwareherstellern und dem russischen Ministerium ELORG. Obwohl die rechtliche Lage recht dubios blieb, fuhr Spectrum mit der Entwicklung von Tetris-Spielen fort, die sich schnell zu einer der beiden wichtigsten Produktreihen des Unternehmens entwickelte. Die andere Produktreihe bestand aus realistischen Flugsimulationen wie Falcon.
Nachdem 1992 der Besitzer wechselte, wurde Spectrum mit einer großen Summe Risikokapital unterstützt. Die neuen Besitzer holten neue Manager an Bord, um das Unternehmen zu leiten.
1993 erlangte Spectrum die Vertriebsrechte für die Titel des Spieleentwicklers Domark Software.
Ebenfalls 1993 nutzte man die hohen Summen Risikokapital, um die strauchelnde Entwicklungsfirma MicroProse Software aufzukaufen. In den folgenden Jahren wurden die Spiele beider Unternehmen unter dem jeweiligen Firmennamen vertrieben. 1996 entschied man sich dazu, zukünftig alle Spiele unter dem Namen MicroProse zu veröffentlichen.
Ebenfalls 1996 unterzeichnete man einen Vertrag mit Sony Signatures Film and Television Licensing über die Entwicklung mehrerer Spiele, die auf dem erfolgreichen Kinotitel Starship Troopers basieren sollten.
Obwohl der Kauf von MicroProse damals als großer Erfolg gefeiert wurde, zog MicroProse das Unternehmen nach unten. Missmanagement und schlechte Firmenpolitik wirkten sich zusätzlich auf Kreativität und Arbeit der Entwickler aus. Man musste größere Verluste als zuvor hinnehmen. 1997 wurde die finanzielle Situation durch hohe Einnahmen vorübergehend stabilisiert, doch sie kamen zu spät, um das Unternehmen noch zu retten.
Das Unternehmen wurde 1998 von Hasbro Interactive aufgekauft, die schon kurz danach das Flugsimulations-Team entließen. Bereits ein Jahr später wurde das Entwicklungsstudio in Alameda geschlossen und Spectrum HoloByte hörte auf zu existieren.

## Entwicklungsstudios
Spectrum Holobyte besaß mehrere Entwicklungsstudios, die zeitgleich verschiedene Spiele entwickelten:
- Spectrum HoloByte California (Alameda, Kalifornien)
- MicroProse Software (Hunt Valley, Maryland)
- MicroProse Chapel Hill (Chapel Hill, North Carolina)
- MicroProse Limited (Chipping Sodbury, England)
- SimTex Software Corporation (Austin, Texas)

## Spiele

### Entwickler von
- Tetris (1987)
- Falcon (1987)
- Orbiter (1988)
- Stunt Driver (1990)
- Super Tetris (1991)
- Falcon 3.0: Operation Fighting Tiger (1992)
- Tetris Classic (1992)
- Falcon 3.0: Hornet: Naval Strike Fighter (1993)
- Falcon 3.0: MiG-29 (1993)
- Triple this Challenge (1993)
- Falcon Gold (1994)
- Qwirks (1995)
- National Lampoon's Chess Maniac 5 Billion and 1 (1993, MicroProse)
- UFO: Enemy Unknown (1994, MicroProse zusammen mit Mythos Games)
- Star Trek: The Next Generation – A Final Unity (1995, MicroProse)
- Star Trek: Generations (1996, MicroProse)
- Top Gun: Fire At Will (1996, MicroProse)

### Publisher für
- GATO (1983)
- Sokoban (1984, entwickelt von ASCII Corporation)
- Orbiter (1986, entwickelt von Digital Illusions CE)
- Falcon (1987, entwickelt von Sphere)
- PT-109 (1987, entwickelt von Digital Illusions CE)
- Solitaire Royale (1987, entwickelt von Publishing International)
- Tetris (1987)
- Falcon A.T. (1988, entwickelt von Sphere)
- Orbiter (1988)
- Tetris: The Soviet Challenge (1988)
- Tank: The M1A1 Abrams Battle Tank Simulation (1989, entwickelt von Sphere)
- Vette! (1989, entwickelt von Sphere)
- Welltris (1989, entwickelt von Sphere)
- Faces (1990, entwickelt von Sphere)
- Flight of the Intruder (1990, entwickelt von Rowan Software)
- Stunt Driver (1990)
- Crisis in the Kremlin (1991)
- Falcon 3.0 (1991, entwickelt von Sphere)
- Super Tetris (1991)
- Falcon 3.0: Operation Fighting Tiger (1992)
- Iron Helix (1993, entwickelt von Drew Pictures)
- Tetris Classic (1992)
- The Chaos Engine (1993, entwickelt von The Bitmap Brothers)
- Falcon 3.0: Hornet: Naval Strike Fighter (1993)
- Falcon 3.0: MiG-29 (1993)
- National Lampoon's Chess Maniac 5 Billion and 1 (1993, entwickelt von MicroProse)
- Tornado (1993, entwickelt von Digital Integration)
- Breakthru! (1994)
- Falcon Gold (1994)
- Gazillionaire (1994, entwickelt von LavaMind)
- UFO: Enemy Unknown (1994, entwickelt von MicroProse und Mythos Games)
- ClockWerx (1995, entwickelt von Callisto Corporation)
- Qwirks (1995)
- Star Trek: The Next Generation – A Final Unity (1995, entwickelt von MicroProse)
- Knight Moves (1996, entwickelt von Kinesoft Software)
- Star Trek: Generations (1996, entwickelt von MicroProse)
- Top Gun: Fire At Will (1996, entwickelt von MicroProse)